# همگام شو (ترانه اودتاری)
«همگام شو» (به انگلیسی: KEEP UP) ترانه‌ای سروده، تهیه‌شده و با صدای رپر و خوانندهٔ آمریکایی اودتاری می‌باشد که در ۱۷ ژوئیهٔ سال ۲۰۲۴ در کنار «یخ‌زندگی» (به انگلیسی: FROSTBITE) منتشر گردید. این ترانه در جدول‌های بین‌المللی ظاهر شد از بین این کشورها می‌توان از ایالات متحده نام برد که این ترانه پس از استفاده شدن از آن به‌صورت وایرال در ویدئوهای تیک‌تاک و یوتیوب شورتس تبدیل به نخستین ترانهٔ جدولی وی شد.